# Sukhoi Su-30MKK
Sukhoi Su-30MKK (tiếng Nga: Mnogofunktzionniy Kommercheskiy Kitayski, n.đ. 'phiên bản thương mại hiện đại hóa - Trung Quốc' , tên ký hiệu của NATO: Flanker-G) là một mẫu máy bay được sửa đổi từ loại Su-27 vào năm 1999 bởi KnAAPO, JSC. Nó được coi là một phiên bản nâng cấp của Sukhoi Su-30. Đây là một mẫu máy bay tiêm kích tấn công, chiếm ưu thế trên không, đa năng, tầm bắn xa và hạng nặng. MKK hiện đang hoạt động trong không quân một số nước như Trung Quốc, Indonesia, Venezuela và Việt Nam

## Lịch sử
Trung Quốc và Nga bắt đầu thương lượng về việc Trung Quốc mua máy bay tiêm kích đa năng Su-30MK vào năm 1996 trong khi Su-30MK vẫn đang trong quá trình phát triển hoàn thiện cuối cùng. Thỏa thuận ban đầu cho 38 máy bay có trị giá khoảng 2 tỉ USD đã được chấp nhận vào tháng 8-1999. Vào ngày 9 tháng 3-1999, nguyên mẫu đầu tiên có tên gọi là "Blue 501" đã thực hiện chuyến bay đầu tiên. Ngày 19 tháng 6-1999, nguyên mẫu thứ hai có tên gọi "Blue 502" đã thực hiện chuyến bay đầu tiên của mình, và giống như nguyên mẫu đầu tiên, nó cũng được sử dụng chính để thử nghiệm hiệu suất khí động lực. Nguyên mẫu thứ 3 và 4 có tên gọi lần lượt là "Blue 503" và "Blue 504" được chế tạo vào năm sau và dùng để thử nghiệm vũ khí. Mọi chuyến bay thử nghiệm đều diễn ra ở Komsomolsk-on-Amur, lúc này Nga dùng chữ "K" thứ hai của Su-30MKK để chỉ Komsomolsk-on-Amur, thay cho "Kitayski" nghĩa là Trung Quốc. Người ta đồn rằng các biện pháp an ninh như vậy được thực hiện dưới yêu cầu của Trung Quốc, và các biện pháp này kéo dài cho đến ngày 15 tháng 8-1999, sau khi tư lệnh không quân Nga đã công khai thừa nhận với phóng viên phương Tây về việc Trung Quốc đặt mua Su-30MKK, sau đó người Nga đã thay đổi các tài liệu của mình với chữ "K" thứ hai dùng để chỉ "Kitayski" nghĩa là Trung Quốc. Phương án đặc biệt được định hình theo những yêu cầu của Không quân Quân giải phóng Nhân dân, và nó có tên gọi là Su-30MKK. Những yêu cầu của Trung Quốc đã chỉ ra những nâng cấp quan trọng cho phiên bản Su-30MK gốc, và Phòng thiết kế Sukhoi dùng nhiều kỹ thuật mới như CAD / CAE (kỹ thuật trợ giúp nhờ máy tính) / CAM (Chế tạo có hỗ trợ bằng máy tính) để tăng tốc độ quá trình thiết kế chế tạo. Theo phòng thiết kế Sukhoi, họ chỉ cần 9 tháng từ khi bắt đầu thiết kế đến khi hoàn thành nguyên mẫu đầu tiên "Blue 501". Vào tháng 1-2003, Không quân Quân giải phóng Nhân dân (PLAAF) đã đặt mua 24 chiếc Su-30MKK2 đã được cải tiến từ nguyên mẫu MKK ban đầu.

### Chuyển giao
Su-30 MKKSư đoàn không quân số 3 PLAAF đóng tại Căn cứ không quân Vu Hồ, An Huy đã nhận được lô đầu tiên gồm 10 chiếc từ KNAAPO vào tháng 12-2000; 38 chiếc còn lại được giao đến cuối năm 2001. Lô thứ hai gồm 38 chiếc được đặt mua vào tháng 7-2001, những chiếc này được giao vào năm 2003. Những chiếc máy bay này được biên chế trong Sư đoàn không quân số 18 PLAAF đóng tại Căn cứ không quân Trường Sa, tỉnh Hồ Nam.
Su-30 MK2Vào tháng 1-2002, 24 chiếc Su-30MK2 được Không quân Hải quân Quân giải phóng Nhân dân đặt mua. Tất cả được báo cáo đã được chuyển vào tháng 8-2004.
Vào tháng 9-2004, 24 chiếc Su-30MK2 đã được Không quân Venezuela đặt mua. 4 chiếc được chuyển vào tháng 12-2005, và những chiếc còn lại giao đến năm 2007.
Indonesia đã mua 5 chiếc Su-30MK2 trong 2 giai đoạn khác nhau, chiếc nhận năm 2003 trong khi 3 chiếc khác mua năm 2006.

## Cấu trúc
Giống như phiên bản Su-30MKI (Flanker-H) của Ấn Độ, Su-30MKK cũng có 85% điểm chung với Su-35 trong các thiết bị phần cứng, nhưng trong phần mềm, Su-30MKK khác với Su-35 (Flanker-E) trên một quy mô lớn hơn nhiều so với Su-30MKI vì những yêu cầu về nhiệm vụ khác nhau do Trung Quốc đặt ra. Dòng máy bay Flanker phiên bản cũ có vấn đề về giảm lực g cực đại từ 7g xuống 9g ở vận tốc từ 0,7 Mach đến 0,9 Mach, những vấn đề này đã được giải quyết hoàn toàn trên Su-30MKK nhờ ứng dụng các công nghệ mới. Theo phòng thiết kế Sukhoi, Su-30MKK là loại đầu tiên trong dòng Flanker có thể làm được như vậy sau Su-35 / 37 (Flanker-E/F). Tỷ lệ sử dụng vật liệu composite trong chế tạo Su-30MKK lớn hơn so với Su-30MK ban đầu. Ngoài ra, hợp kim nhôm mới cũng được thay thế cho loại hợp kim cũ sử dụng trong Su-30MK để giảm trọng lượng. 2 đuôi lái chính được làm bằng nhiều vật liệu composite sợi carbon so với Su-30MK, nhưng trái với một số tuyên bố sai lầm mà phương Tây công nhận, Phòng thiết kế Sukhoi tiết lộ sau đó rằng phần không gian tăng thêm ở giữa hai đuôi lái được sử dụng để thêm vào những thùng nhiên liệu phụ, thay thế cho ăng-ten UHF liên lạc cỡ lớn. Khả năng mang nhiêu liệu trong các thùng chứa ở cánh cũng được tăng lên. Bánh đáp đôi ở mũi có kích thước 620 mm x 180 mm thay thế bánh đáp đơn 680 mm x 260 mm dùng trên Su-30MK nhằm thích ứng với việc trọng lượng tăng lên. Trọng lượng cất cánh tối đa và trọng lượng vũ khí mang theo cũng tăng lên tương ứng là 38 tấn và 12 tấn. Ghế phóng K-36 ban đầu trên Su-30MK cũng được thay thế bằng loại K-36M trên Su-30MKK.

### Khả năng chứa nhiên liệu
Sức chứa tối đa tổng cộng 9720 kg nhiên liệu, máy bay có 4 thùng chứa nhiên liệu chính. Thùng số 1 chứa 3.260 kg ở phía trước, thùng số 2 chứa 4.160 kg ở giữa, thùng số 3 chứa 1.300 kg ở sau và thùng số 4 chứa 1.000 kg sau thùng số 2 và giữa hai động cơ. Khi tiếp nhiên liệu trên không, công suất tối đa của Su-30MKK là 2.300 lít/phút. Lúc tiếp nhiên liệu trên không, độ cao giới hạn từ 2 đến 6 km, tốc độ là 450 đến 550 km/h. Cần tiếp nhiên liệu ở phía trước buông lái phía bên trái, và được thiết kế để có thể tiếp nhiên liệu cả ban đêm.

### Động cơ

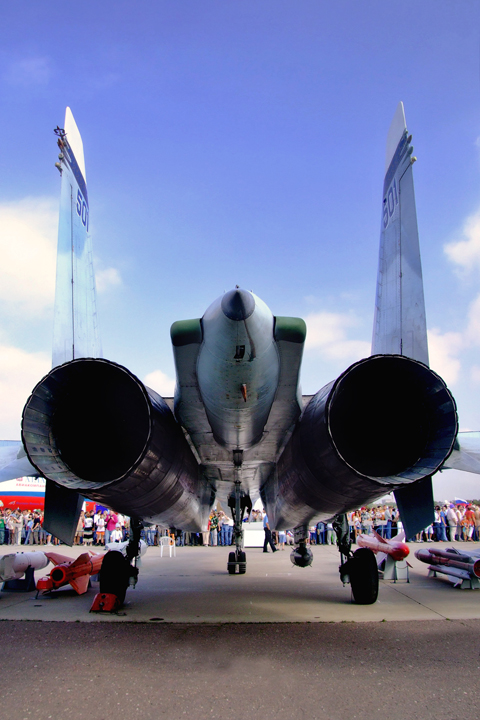
Động cơ của Su-30MK

Su-30MKK được trang bị hai động cơ AL-31F cung cấp lực đẩy lớn và khả năng cơ động. Thời gian hoạt động có thể kéo dài khi tiếp nhiên liệu trong khi bay. Những nguồn tin của Trung Quốc tuyên bố rằng những động cơ WS-10 của họ có thời gian trung bình giữa các lần đại tu cao hơn so với động cơ của Nga sản xuất, loại WS-10 này cũng có thể được sử dụng, nhưng điều này chưa được xác nhân bởi các nguồn chính thức và nguồn ngoài Trung Quốc. Do các chuyến bay huấn luyện cường độ cao của Trung Quốc, thời gian trung bình giữa các lần đại tu của động cơ AL-31F chỉ hơn 500 giờ, thấp hơn đáng kể so với các loại động cơ tương đương của phương Tây hoặc động cơ AL-31FP của "người anh em" là Su-30MKI.

## Hệ thống điện tử hàng không
Theo phòng thiết kế Sukhoi, nhiều hệ thống điện tử hàng không mới, và hệ thống hiện thời được nâng cấp đã được phát triển để đáp ứng những yêu cầu của Trung Quốc, và sau đó được sử dụng trên các loại khác của dòng máy bay Flanker, bao gồm cả các phiên bản tiên hơn xuất hiện sau đó, và để có được điều này có được chủ yếu do ngân sách tài trợ cho việc nghiên cứu chế tạo Su-30MKK lớn hơn so với những loại máy bay khác. Nhà thầu chính cung cấp các hệ thống điện tử của Su-30MKK là Phòng thiết kế thiết bị đo đạc RPKB đặt trụ sở tại Ramenskoye, và nhiều biện pháp mới đã được áp dụng để đáp ứng các yêu cầu của Trung Quốc, chẳng hạn như thiết kế phần mềm kiến trúc mở. Việc phát triển hệ thống điện tử cho Su-30MKK cũng được hỗ trợ bởi 12 nhà máy của Ukraina, đặt tại Kiev.

### Hệ thống liên lạc
Mã liên lạc vô tuyến VHF/UHF của Su-30MKK có tầm tối đa trên 400 km. trong khi mã liên lạc vô tuyến của Su-30MKK có tầm tối đa trên 1.500 km, và tất cả đều có thể được sử dụng cho cả liên lạc hai chiều không-không hoặc không-đất. Su-30MKK là máy bay đầu tiên của dòng Flanker trang bị hệ thống TKS-2 C3, có khả năng chỉ huy và ra lệnh đồng thời cho 15 máy bay trang bị với cùng hệ thống như vậy, và các tên lửa không đối không được phóng đi từ các máy bay đó. Theo nhận định của các nhà phát triển của hệ thống là Russkaya Avionika JSC, hệ thống liên lạc mã hóa hai chiều C3 có thể được chỉ huy hay hướng dẫn bởi các trạm mặt đất, hoặc hoạt động như trung tâm chỉ huy/hướng dẫn cho các máy bay khác. Hệ thống này được hãng phát triển tuyên bố là một bước nhảy vọt so với các hệ thống tương tự ban đầu trên Su-27, hệ thống trên Su-27 chỉ có khả năng liên lạc một chiều. Hệ thống mới cũng là hệ thống đầu tiên của Nga có khả năng tạo ra một mạng lưới khu vực cục bộ.

### Tác chiến điện tử
Các nguồn tin của Nga cho biết hệ thống tác chiến điện tử của Su-30MKK sử dụng các công nghệ mới nhất có sẵn tại Nga, và các máy thu cảnh báo radar (RWR) cùng với các thông tin mà nó cung cấp đủ để xác định thông tin về mục tiêu cho tên lửa chống bức xạ Kh-31P mà không cần sử dụng các hệ thống dò tìm khác trên máy bay, dù thông tin cũng có thể được cung cấp bởi hệ thống L-150 ELINT, có thể được sử dụng cùng với các tên lửa Kh-31P. Tầm tối đa của RWR vào khoảng vài trăm km. và dựa trên tầm bay tối đa 200 km của tên lửa chống bức xạ Kh-31P. Các thông tin cảnh báo thu được từ RWR có thể được hiển thị trên màn hình tinh thể lỏng (LCD) đa chức năng (MFD) (hiển thị các mối nguy hiểm từ 4 mục tiêu) cho phi công ở chế độ tay, hay sử dụng tự động. Thiết bị gây nhiễu chủ động được gắn ở các đầu cánh, và thiết bị phóng mồi APP-50 được đặt gần đuôi với 96 mồi nhử các loại. Hệ thống tác chiến điện tử do Trung Quốc tự chế tạo bao gồm BM/KG300G và KZ900 cũng được thể được trang bị cho Su-30MKK sau khi sửa đổi các hệ thống trên máy bay, nhưng nó không nằm trong hợp đồng với Nga.

### Điều khiển bay
Hệ thống điều khiển fly by wire (FBW - bay bằng dây dẫn số) được thiết kế bởi Russkaya Avionika giống với hệ thống sử dụng trên Su-30MKI. Các nguồn tin của Nga cho hay Trung Quốc cũng đã tự sản xuất một hệ thống tương tự và sẽ sử dụng để thay thế hệ thống của Nga. Tuy nhiên, điều này chưa được xác nhận bởi phương Tây và nguồn chính thức từ Chính phủ Trung Quốc, chỉ có một thông tin được thừa nhân trong Triển lãm hàng không Zhuhai lần thứ 6 về hệ thống fly by wire bản địa của Trung Quốc được phát triển cùng với động cơ, nhưng không có gì được đề cập về hệ thống nội địa của Trung Quốc và các động cơ sẽ được sử dụng trong các nâng cấp tương lại của Su-30MKK.

### Thiết bị hiển thị thông số bay
Điểm đặc biệt của Su-30MKK là buồng lái kính của Russkaya Avionika JSC, mỗi phi công có 2 màn hình hiển thị đa chức năng lớn, bố trí theo kiểu cái này ở trên cái kia. 2 màn hình hiển thị đa chức năng màu LCD MFI-9 178 × 127 mm (7 × 5 in) được đặt buồng lái phía trước, một màn hình LCD MFI-9 và một màn hình LCD 204 × 152 mm (8 × 6 in) MFI-10 được đặt ở buồng lái phía sau. Màn hỉnh hiển thị trước mặt phi công (HUD) cũng được phát triển bởi Russkaya Avonika JSC, và có tên gọi là SILS-30.

### Thiết bị ngắm mục tiêu gắn trên mũ bay
Thiết bị ngắm mục tiêu gắn trên mũ bay (HMS) loạt ASP-PVD-21 ban đầu chỉ giới hạn trong tầm nhìn, đã được thay thế bằng hệ thống HMS Sura-K tiên tiến hơn, nhưng Trung Quốc đã thay thế HMS của Nga bằng hệ thống tương tự sản xuất nội địa. Các bức ảnh và đoạn phim công bố từ các nguồn chính thức của chính phủ Trung Quốc như CCTV-7 năm 2007 và tạp chí ảnh của không quân đã xác nhận điều này.

### Hệ thống máy tính tác nhiệm
Hệ thống máy tính tác nhiệm mới được phát triển chung bởi Học viện Nghiên cứu Khoa học Hệ thống Hàng không Quốc gia Nga và Russkaya Avionika JSC, có tên gọi là MVK, máy tính mới này có khả năng thực hiện 10 tỉ phép tính một giây. Mọi thiết bị điện tử hàng không trên máy bay được chế tạo đạt tiêu chuẩn MIL-STD-1553. Có 4 máy tính dựa trên nền vi xử lý Baguet-55, 1 cho trung tâm kiểm soát điện tử, 2 cho hiển thị thông tin và 1 cho điều khiển hỏa lực.

### Dẫn đường
Các hệ thống dẫn đường tích hợp có tên gọi PNS-10, kết hợp với hệ thống phụ A737. Hệ thống này có khả năng sử dụng cả GPS và GLONASS, nhưng có tin đồn rằng Trung Quốc đang tự phát triển một hệ thống dẫn đường riêng có khả năng sử dụng các hệ thống trong nước của Trung Quốc.

### Radar trên máy bay

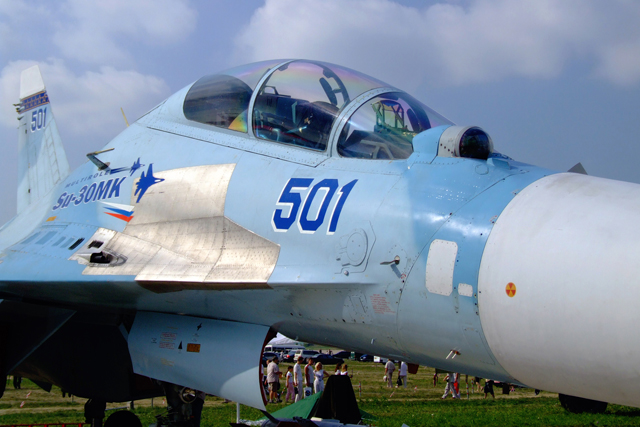

Radar trên máy bay của Su-30MKK đã được liên lục nâng cấp và tổng cộng đã được nâng cấp 3 lần cho đến nay, tất cả đều được điều khiển bởi hệ thống ngắm mục tiêu radar tích hợp RLPK-27VE, hệ thống này được phát triển từ hệ thống RLPK-27 trên Su-27 một chỗ. Cả hai hệ thống đều được thiết kế bởi nhà thiết kế nổi tiếng là Giáo sư Viktor Konstantinovitch Gerishin thuộc NIIP (Viện nghiên cứu khoa học thiết kế công cụ Tikhomirov), và tương thích với các hệ thống radar và vũ khí khác nhau.
- Radar N001VEP: 20 chiếc Su-30MKK đầu có một radar điều khiển hỏa lực N001VEP được thiết kế bởi Tổng công trình sư V.K. Gerishin (thuộc NIIP). Radar có tầm phát hiện mục tiêu máy bay tiêm kích là 100 km, có thể theo dõi đồng thời 10 mục tiêu, và tiêu diệt 4 mục tiêu trên không hoặc 2 mục tiêu dưới đất trong 10 mục tiêu đang theo dõi. N001VEP được phát triển từ radar N001VE ban đầu, cũng được giáo sư Gerishin thiết kế, N001VE cũng được sử dụng trên J-11A. Bộ xử lý seri Baguet ban đầu của radar N001VE được thay thế bởi seri Baguet-55. Giống như radar tiền nhiệm, radar mới đã kết hợp chỉ thị mục tiêu di chuyển (MTI), khả năng lập bản đồ, và khả năng phát hiện các trực thăng bay thấp / trôi lơ lửng. Góc quét ngang của N001VEP là 120 độ trong khi góc quét dọc là 110 độ.
- Radar Zhuk-MS: Từ chiếc Su-30MKK thứ 21 trở đi, radar N001VEP được thay thế bởi điều khiển hỏa lực Zhuk-MS (Beetle-MS) của Phazotron (NIIR), một đối thủ cạnh tranh của Tikhomirov (NIIP), radar Zhuk-MS cũng dùng mạng ăng-ten hai chiều có rãnh như radar N001VEP. Radar mới có tầm hoạt động lớn hơn, lên tới 150 km đối với máy bay tiêm kích, và có thể dẫn đường cho nhiều hệ thống vũ khí khác nhau hơn. Radar có trọng lượng 275 kg. Số lượng mục tiêu có thể tấn công đồng thời giống như radar N001VEP, nhưng số mục tiêu có thể theo dõi đồng thời tăng lên tới 20 mục tiêu. Radar Zhuk-MS (Beetle) là một cải tiến của radar Zhuk (Beetle) ban đầu thiết kế cho Su-27 và MiG-29 nâng cấp, và khi so sanh với radar Zhuk ban đầu, Zhuk-MS còn có những cải tiến để tăng tầm hoạt động và số lượng mục tiêu theo dõi/tấn công:
  - Đường kính của ăng-ten tăng lên 960 mm so với 680 mm của radar Zhuk (Beetle)
  - Công suất đỉnh tăng lên tới 6 kW so với 5 kW của radar Zhuk (Beetle)
  - Công suất trung bình tăng lên 1.5 kW so với 1 kW của radar Zhuk (Beetle)
  - Trái với nhiều tuyên bố sai lầm, Zhuk-MS không phải là một radar mảng pha, nhưng thay vào đó, nó có một mạng ăng-ten hai chiều có rãnh.
- Radar Zhuk-MSE: Zhuk-MS đã được thay thế bằng loại Zhuk-MSE khi nâng cấp cho Su-30MKK, và Zhuk-MS đã được nâng cấp thành Zhuk-MSE. Khi so sánh các thông số của Zhuk-MSE với Zhuk-MS, thì chúng có các chỉ số tương đương nhau, nhưng Zhuk-MSE có thể tấn công cùng lúc 4 mục tiêu dưới đất so với 2 mục tiêu ở Zhuk-MS. Giống như Zhuk-MS, radar này cũng bị nhầm là một radar mảng pha, trong khi nó là mạng ăng-ten hai chiều có rãnh. Nhà thiết kế là Phazotron tuyên bố radar mới có khả năng ECCM tốt hơn so với các radar trước đó.

Tại triển lãm hàng không Chu Hải lần thứ 6 tổ chức năn 2006, Nga đã tổ chức một cuộc họp báo tiết lộ cho các nhà báo Trung Quốc về việc họ đang làm việc với Trung Quốc để phát triển một radar mảng pha quét điện tử bị động để nâng cấp cho Su-27SK và Su-30MKK, nhưng không thông báo bất kỳ thông tin bổ sung nào. Đó là một lưu ý rằng người đang thực hiện việc thiết kế là Phazotron chứ không phải là Tikhomirov, dù Tikhomirov thường là nơi cung cấp radar cho dòng Flanker. Một số phương tiện truyền thông Trung Quốc đã tuyên bố radar mảng pha là Zhuk-MSF, nhưng điều này chưa được xác nhận.

### Hệ thống điều khiển hỏa lực
Hệ thống điều khiển hỏa lực trên máy bay tích hợp với radar, thiết bị quang điện, ngắm mục tiêu đặt trên mũ bay, thiết bị tác chiến điện tử bao gồm các máy thu cảnh báo radar và liên kết dữ liệu. Hệ thống gồm có 2 hệ thống phụ: hệ thống phụ không đối không SUV-VEP và hệ thống phụ không đối đất SUV-P.
- SUV-VEP: hệ thống phụ không đối không này có khả năng điều khiển 6 tên lửa không đối không, số lượng tên lửa này lớn hơn số mục tiêu mà radar trên Su-30MKK có thể đồng thời tấn công, do đó để tùy khả năng cho việc nâng cấp radar, việc nâng cấp này sẽ được khai thác sau khi radar quét mảng pha điện tử bị động mới được lắp đặt trên Su-30MK2. Hệ thống phụ SUV-VEP cũng có khả năng điều khiển các tên lửa không đối biển, và thú vị hơn, việc điều khiển bắn tên lửa chống tàu Kh-31A và Kh-35 thường được giao cho hệ thống phụ không đối không SUV-VEP thay vị hệ thống phụ không đối đất SUV-P. Hệ thống con của hệ thống SUV-VEP bao gồm 4 phần chính:
  - Hệ thống hiển thị tích hợp SEI-31-10: sử dụng để điều khiển màn hình LCD đa chức năng.
  - Hệ thống dò quang điện OEPS-30: Trung Quốc gọi là hệ thống radar quang điện, và nó gồm 2 thành phần chính:
    - Hệ thống quang điện OLS-30 (52Sh) nặng 200 kg bao gồm các cảm biến laser và hồng ngoại. Khi so sánh với thiết bị tiền nhiệm là OLS-27 (Izdeliye 36Sh) trên Su-27, tầm phát hiện của cảm biến hồng ngoại tăng lên hơn 90 km so với 50 km của OLS-27. Tầm của cảm biến đo xa tăng lên trên 10 km so với 6 km của OLS-27.
    - Hệ thống đặt trên mũ bay (HMS) Sura-K: tầm nhìn tăng lên +/- 60 độ so với +/- 8 độ của hệ thống ASP-PVD-21 HMS sử dụng trên Su-27.

  - IFF (hệ thống phân biệt bạn hay thù) và radar trên máy bay cũng được điều khiển bởi hệ thống SUV-VEP.
- SUV-P: hệ thống phụ không đối đất này sử dụng cùng phần cứng của hệ thống phụ không đối không SUV-VEP, nhưng với một yêu cầu xử lý khác nhau. Hệ thống phụ này sử dụng chính để điều khiển các tên lửa không đối bề mặt như Kh-59, và hoạt động như một thiết bị ghép tương thích giữa hệ thống trên máy bay và thiết bị chỉ thị mục tiêu của các tên lửa không đối bề mặt, có thể không được điều khiển trực tiếp bởi hệ thống điện tử trên máy bay. Hệ thống con chính của hệ thống SUV-P là hệ thống con SUO-30PK và hệ thống con dẫn đường bằng vệ tinh A-737.
  - Hệ thống con điều khiển vũ khí SUO-30PK: mặc dù Kh-31 thường được điều khiển bởi hệ thống không đối không SUV-VEP, nó cũng có thể được điều khiển qua hệ thống SUV-P thông qua hệ thống con SUO-30PK, hệ thống con này cũng có thể điều khiển hệ thống ELINT L-150. Hệ thống SUO-30PK cũng điều khiển các tên lửa khác như Kh-59, đây là tên lửa có thể được điều khiển thông qua hệ thống ngắm mục tiêu Tekon trên thiết bị APK-9E. Hệ thống con SUO-30PK được phát triển bởi Phòng thiết kế tự động hóa hàng không tại Kursk, và nó có thể được sử dụng để điều khiển các vũ khí không đối đất không dẫn hướng.

Cả hai hệ thống SUV-VEP và SUV-P đều được sử dụng để nâng cấp Su-27SK một chỗ của Trung Quốc, và một đội hỗ hợp của NIIP (Viện nghiên cứu khoa học thiết kế công cụ Tikhomirov) và Nhà máy thiết bị công cụ nhà nước tại Ryazan đã được chỉ định làm nhà thầu chính. Hệ thống SUV-VEP sửa đổi để nâng cấp Su-27SK của Trung Quốc có tên gọi là SUV-VE, trong khi hệ thống SUV-P sửa đổi để nâng cấp Su-27SK của Trung Quốc có tên gọi là SUV-PE. Các đồng hồ hiển thị thông số cũ trên bảng điều khiển bay của Su-27SK đã bị thay thế bởi các màn hình LCD MFD gồm 2 màn hình 6 in x 6 in MFI-10-6M và 1 màn hình MFIP-6. Theo khẳng định của Nga, hơn 60 chiếc Su-27SK của Trung Quốc đã được nâng cấp đến cuối năm 2006.

## Phiên bản Su-30MK2
Với một loạt các cải tiến hệ thống điện tử hàng không, MK2 được thiết kế dành riêng cho các nhiệm vụ của một máy bay tấn công trên biển, vì vậy các máy bay do Trung Quốc đặt mua hiện đang được Không quân Hải quân Trung Quốc sử dụng. MK2 cũng có đặc tính C4ISTAR tốt hơn (C4ISTAR - hệ thống chỉ huy, điều khiển, truyền tin, máy tính, tình báo, giám sát, bắt mục tiêu và trinh sát) so với MKK.

### Máy tính tác nhiệm
Máy tính tác nhiệm MVK ban đầu được thay thế bởi MVK-RL, với những đặc tính tốt hơn.

### Thiết bị hiển thị thông số bay
2 màn hình LCD màu đa chức năng MFI-9 178 × 127 mm (7 × 5 in) bố trí ở buồng lái trước và 1 màn hình MFI-9 và MFI-10 204 × 152 mm (8 × 6 in) được bố trí ở buồng lái phía sau thay thế cho 4 màn hình LCD đa chức năng MFI-10-5 158 mm x 211 mm. Cấu hình của hệ thống hiển thị giống với Su-30MKK, nhung những màn hình mới có độ tin cậy cao hơn.

### Hệ thống quang điện tử
Một trong những nâng cấp hệ thống điện tử quan trọng nhất của Su-30MK2 là việc kết hợp một số thiết bị quang điện tử có vỏ bọc (electro-optical (optronic) pod), đây cũng là một phần nâng cấp đối với những chiếc Su-30MKK ban đầu. hai loại optronic pod của Nga bán cho Trung Quốc dành cho Su-30MK2, nhưng các kiến trúc mở và các mẫu thiết kế tiên tiến khác cho phép máy bay cũng mang được các optronic pod do Trung Quốc sản xuất. Khả năng này của Su-30MK2 đã được thêm vào những chiếc Su-30MKK ban đầu trong quá trình nâng cấp. Optronic pod của Nga bao gồm:
- Thiết bị bắt ngắm mục tiêu có vỏ bọc Sapsan-E: Sapsan-E được phát triển bởi Nhà máy cơ khí quang học Ural, nó có trọng lượng 250 kg, dài 3 mét đường kính là 0,39 mét. Tầm quét từ +10 độ đến -15 độ, và hệ thống này bao gồm các camera TV và thiết bị chỉ thị laser/ Hệ thống này được thiết kế để bổ sung vào hệ thống quang điện tử OEPS-30MK-E đặt ở phần mũi của máy bay.
- Thiết bị trinh sát có vỏ bọc M400: thiết bị này được phát triển bởi Phòng thiết kế Canopy, đây là một thiết bị có vỏ bọc lớn đặt ở giữa 2 động cơ. So với Sapsan-E, M400 còn trang bị thêm các thiết bị khác nhau như: camera TV/IR, camera quang học và radar quét ngang. Radar quét ngang có tầm quét tối đa trên 100 km với độ phân giải 2 mét, trong khi tầm hoạt động tối đa của cả camera IR và TV là trên 70 km. Độ phân giải của camera TV/IR là 0,3 mét và 0,4 mét đối với camera quang học. Hệ thống cũng có thể được sử dụng để phát hiện các vùng cấm (blind spot) phía sau máy bay để cung cấp thông tin mục tiêu cho các tên lửa không đối không bắn ra phía sau, nhưng khả năng này không được sử dụng bởi người Trung Quốc. Hệ thống cũng có khả năng khóa mục tiêu trên biển.
- Thiết bị quang điện tử do Trung Quốc tự sản xuất bao gồm FILAT và thiết bị dẫn đường có vỏ Blue Sky, có thể được gắn lên máy bay sau khi sửa đổi hệ thống trên máy bay. Giống như việc kết hợp các thiết bị tác chiến điện tử nội địa Trung Quốc như BM/KG300G và KZ900 cho Su-30MKK. Theo các khẳng định của Trung Quốc, việc nâng cấp nội địa đối với Su-30MKK/MK2 suôn sẻ và dễ dàng hơn so với việc nâng cấp Su-27SK ban đầu, nhờ vào tiêu chuẩn phương Tây MIL-STD-1553 mà Nga áp dụng cho Su-30MKK.

### Radar trên máy bay
Năm 2000, Trung Quốc đã đặt mua radar mảng pha quét điện tử bị động có tên gọi là Sokol (Falcon), được thiết kế bởi Phazotron, trong khi radar vẫn đang phát triển, có tin rằng Trung Quốc góp vốn từng phần hoặc tham gia vào việc phát triển, nhưng thông tin trên không được kiểm chứng. 20 chiếc radar đã được giao vào năm 2004 sau khi việc phát triển hoàn thành vào cuối năm 2003, và radar được lắp đặt trene Su-30MK2. Tầm quét tối đa, công suất đỉnh và trung bình của radar Sokol vẫn giống với các thông số của radar Zhuk-MSE trên Su-30MKK, nhưng số lượng mục tiêu lớn nhất có thể cùng theo dõi trên thực tế đã giảm xuống 40%, từ 20 mục tiêu ban đầu xuống còn 12. Tuy nhiên, số lượng mục tiêu có thể cùng tấn công một lúc lại tăng từ 4 lên 6 mục tiêu, vẫn sử dụng hệ thống phụ SUV-VEP của hệ thống điều khiển hỏa lực trên máy bay. Đường kính của mạng ăng ten tăng lên đến 980 mm so với 960 mm của radar Zhuk-MS/MSE. Góc quét ngang của radar là 170 độ và góc quét dọc của radar từ -40 độ đến +56 độ. Radar có 3 máy thu, thu được 37 dB. Khi sử dụng đối phó với các mục tiêu dưới mặt đất như một tàu khu trục, tầm hoạt động tối đa tăng lên 300 km. Radar Sokol có khả năng không được trang bị trên những chiếc Su-30MKK ban đầu trong quá trình nâng cấp.
Đầu những năm 2000, Nga đã cấp phép xuất khẩu radar mảng quét điện tử bị động trang bị ăng ten Pero được thiết kế bởi Tikhomirov cho Trung Quốc. Ăng ten Pero có thể dễ dàng tích hợp vào hệ thống radar N001VEP hiện có mà không phải sửa đổi gì đáng kể, người ta chỉ việc đơn giản thay thế mảng hai chiều có rãnh ban đầu, và khi thay thế ăng ten Pero mới vào thì hiệu suất sẽ tăng lên. Nâng cấp ăng ten Pero cho phép các radar đồng thời tiêu diệt 6 mục tiêu trên không hay 4 mục tiêu dưới đất, tầm phát hiện mục tiêu tăng lên 190 km. Radar với ăng ten Pero có tên là radar Panda (Gấu trúc).
Tuy nhiên, Trung Quốc không chấp nhận lời đề nghị khi Nga đưa ra gói nâng cấp Pero vì đối thủ cạnh tranh của Tikhomirov là Phazotron đã giới thiệu cho Trung Quốc radar mảng pha mới được cho là có hiệu suất tốt hơn, theo lời đồn là Zhuk-MSF. Ngoài ra để dễ dàng cho việc tích hợp, lợi thế của mảng quét điện tử bị động Pero trang bị cho radar Panda là trọng lượng. Tất cả các radar khác giới thiệu trang bị cho nâng cấp Su-30MK2 đều bị tăng trọng lượng đáng kể, do đó trọng tâm của máy bay sẽ thay đổi, dẫn đến phải sửa đổi lại khung máy bay và thiết kế lại hệ thống điều khiển bay. Vấn đề như vậy không tồn tại nếu radar Panda được áp dụng vì nó chỉ tăng trọng lượng thêm 20 kg, trong khi đó người ta sẽ thiết kế lại thiết bị hiển thị trước mặt (HUD) giảm trọng lượng đi 20 kg, như vậy trọng tâm của máy bay vẫn không đổi. Điều này đã được phòng thiết kế Timkhomirov đưa ra và được xác nhận bởi cả phòng thiết kế Sukhoi và Russkaya Avionika cho các phóng viên phương tiện truyền thông tại Triển lãm hàng không Chu Hải 2006 ở Trung Quốc, các phòng thiết kế tuyên bố sửa đổi đã hoàn thành thành công. Tuy nhiên Trung Quốc đã không đưa ra quyết định cuối cùng, và rất nhiều nguồn của Nga và Trung Quốc đều nói rằng các HUD do Trung Quốc tự sản xuất có hiệu suất tốt hơn và trọng lượng nhẹ hơn nhiều, và Trung Quốc như vậy đã thông qua kế hoạch riêng của mình về hệ thống điện tử hàng không trong qua trình nâng cấp tiếp theo, nhưng các thông tin chưa được xác nhận bởi cả nguồn của phương Tây và nguồn chính thức từ chính phủ của Trung Quốc và Nga.
Để đáp lại các thông tin trên, Tikhomirov đã giới thiệu cho Trung Quốc radar mảng quét điện tử bị động N-011M Bars, đây là radar trên máy bay mạnh nhất của Nga so với bất kỳ loại radar nào trên các máy bay đã được xuất khẩu, nhưng Trung Quốc một lần nữa lại từ chối lời đề nghị. Nhiều người cho rằng lý do loại bỏ của Trung Quốc là vì họ đã phát hiện ra cùng vấn đề với Ấn Độ khi có một quá trình đánh giá loại radar này: dù radar mảng quét điện tử bị động N-011M Bars có tầm hoạt động lớn hơn và khả năng chống nhiễu tốt hơn, nhưng nó có vấn đề về tính chính xác và xác định đúng mục tiêu ở tầm xa, trong khi những người khác lại tin rằng lý do của Trung Quốc rất đơn giản là họ không muốn một hệ thống giống với hệ thống mà Ấn Độ đang sử dụng. Tuy nhiên cả hai lý do trên đều trái với lời giải thích chính thức của chính phủ Trung Quốc: radar mới có trọng lượng năng hơn 650 kg và khiến trọng tâm của máy bay bị thay đổi lớn, do đó làm mất hiệu suất khí động học và trọng tải vũ khí trang bị của Su-30MKK, radar mới nặng hơn radar của Su-30MKI, bởi vì cả hai đặt trên hai khung máy bay khác nhau hoàn toàn, một thực tế đã được xác nhận bởi Jane's all the World's Aircraft. Nếu radar mới có thể được chấp nhận, cánh mũi phải thêm vào và phần mềm điều khiển bay sẽ phải sửa đổi đối với Su-30MKK để đạt được mức độ hiệu suất như trước đó, và vì vậy, ngoài số tiền lớn được bỏ ra cho các radar mới đắt hơn, một số tiền lớn khác cũng đã được chi để nâng cấp máy bay, điều này được coi là không kinh tế và đơn giản là không được Trung Quốc chấp nhận.

## Su-30MK3
MKK3 có được các tính năng mới để có thể lắp đặt cả radar mảng pha Phazotron Zhuk-MSF hay radar Panda mới được phát triển bởi Tikhomirov dựa trên radar mảng ăngten pha bị động Pero, người ta đồn rằng cả hai đã được Trung Quốc đánh giá.
Radar mới sẽ cải thiện đáng kể tầm phát hiện mục tiêu của Su-30, đạt đến 190 km với mục tiêu trên không và 300 km với mục tiêu dưới đất. Zhuk-MFSE cung cấp cự ly phát hiện lên đến 180 km đối với với mục tiêu RCS 5m2, với tối đa 30 mục tiêu được theo dõi cùng lúc và lên đến 6 mục tiêu bị tấn công cùng một lúc ở chế độ không đối không. Radar có khối lượng 305 kg. Radar sử dụng ăng-ten PESA, đường kính 980 mm với công suất cực đại 8 kW với 16 tần số phát sóng.
Điều này không chắc chắn cho dù PLAN hay PLAAF có đặt mua bất kỳ máy bay nào, dù chúng có lợi thế lớn với các radar đã được nâng cấp. Vì vậy, nếu các radar trải qua các thử nghiệm của Trung Quốc, chúng sẽ có khả năng được trang bị cho MKK và MKK2, và thậm chí là Shenyang J-11 do tình trạng không ổn định của dự án MKK3.
Vào tháng 1-2007, Nga khẳng định rằng, radar mảng pha mới Irbis-E (Báo tuyết-E) của Nga do Tikhomirov phát triển sẽ được giới thiệu cho Trung Quốc. Tuy nhiên, rất khó để Trung Quốc chấp nhận radar mới của Nga vì mọi kiểu mẫu của seri Su-30 chỉ có thể đáp ứng một nửa công suất yêu cầu cho radar Irbis-E là 5 kW, và hiện nay, chỉ có Su-35 và Su-37 có đủ công suất để hỗ trợ cho kiểu radar mới này của Nga. Như vậy, mua radar mảng pha Irbis-E sẽ khiến Trung Quốc phải chi tiền cho một hợp đồng khác với Nga nhằm nâng cấp các phi đội S-30MKK của mình mà điều này sẽ gia tăng đáng kể chi phí, vì Trung Quốc hiện đang thiếu khả năng để thực hiện việc như vậy bằng cách riêng của mình, hay buộc phải trả giá cao hơn thậm chí là mua Su-35 hoặc Su-37.

## Đánh giá về Su-30MKK/MK2
Su-30MKK cho phép lực lượng quân đội của Trung Quốc có một loại máy bay cùng lớp với F-15E của Mỹ, và ít nhất có thể so sánh được với hầu hết các máy bay chiến đấu thế hệ thứ 4. Với khả năng sử dụng nhiều loại vũ khí của Nga giúp những chiếc Su-30 của Trung Quốc có thể tiêu diệt các mục tiêu trên không dưới đất hay mặt biển ở tầm xa với độ chính xác cao. Su-30 là loại máy bay tiêm kích chiến đấu đầu tiên của Trung Quốc trang bị tên lửa không đối không đầu dò radar chủ động (dù tên lửa này sẽ được dần trang bị cho các chiếc Flanker khác của Trung Quốc).
Có ít nhất 3 chiếc đã mất trong các tai nạn cho đến nay, nhưng điều này là do huấn luyện chưa tốt và bước đầu sử dụng máy bay. Su-30 của Trung Quốc đã được sử dụng thường xuyên, PLAAF và PLANAF đang tích cực đào tạo các đơn vị và tăng thêm kinh nghiệm bay.
Su-30MKK và đặc biệt là MK2, với radar tầm xa và các loại vũ khí tin cậy do Nga chế tạo sẽ là mối đe dọa lớn đối với các tàu của Hải quân Mỹ hoạt động gần lãnh hải của Trung Quốc. KH-31A là một ví dụ về tên lửa chống tàu tầm xa và trang bị động cơ tên lửa tạo vận tốc tấn công lớn (khoảng Mach 2,5), tốc độ lớn giúp tên lửa có thể đâm thủng lá chắn phòng không của tàu (ngay cả khi có hệ thống AEGIS tinh vi). Su-30 sẽ sớm thay thế những chiếc máy bay ném bom H-6 Badger đã cũ trong vai trò chống tàu và tấn công, như nhiều máy bay tiêm kích-bom mới có thể mang nhiều loại vũ khí chính xác khác nhau trong khi có được tầm hoạt động và khả năng mang vũ khí như các máy bay ném bom cũ.
Trung Quốc có hai loại máy bay tấn công tiên tiến hiện nay, là JH-7A và J-11B. JH-7A là một phiên bản tiên tiến của Xian JH-7. Thiết kế này đã được trang bị cho PLAAF và PLANAF. Một lợi thế của JH-7A là tính kinh tế so với Su-30, JH-7A rẻ hơn nhiều so với Su-30. Không giống như Su-30, JH-7A tương thích với vũ khí của cả Nga và Trung Quốc, khiến nó linh hoạt hơn. Một bất lợi của JH-7A là thiếu khả năng không chiến khiến nó dễ bị tổn thương hơn Su-30. Một điều nữa là trọng tải mang thấp của JH-7A, điều này giới hạn khả năng vũ khí và nhiên liệu có thể mang được trong chiến đấu.
Thiết kế thứ hai của Trung Quốc là máy bay tiêm kích nội địa J-11B. Shenyang J-11 ban đầu đã được thiết kế lại, nội địa hóa và nâng cấp giống với Su-27SK của Nga, nhưng gần đầy Trung Quốc đã tự nghiên cứu J-11 nhằm tăng thêm các tính năng và hệ thống điện tử. J-11B sẽ có độ cơ động cao, đặc biệt là khả năng không chiến, tải trọng lớn, radar tiên tiến, và giống với JH-7A, nó có thể mang được cả vũ khí của Nga và Trung Quốc.

## Quốc gia sử dụng
Trung Quốc
- Không quân Quân Giải phóng Nhân dân Trung Quốc - 73 chiếc Su-30 MKK
- Không quân Hải quân Quân Giải phóng Nhân dân Trung Quốc - 24 chiếc Su-30 MK2

 Venezuela
- Không quân Venezuela - mua 24 chiếc Su-30MK2 trong một hợp đồng trị giá 1,5 tỉ USD, tất cả đã được chuyển giao[8][9]

 Indonesia
- Không quân Indonesia - 3 chiếc MK2 đã đặt hàng, với khả năng có thể đặt mua 16 chiếc

 Việt Nam
- Không quân Nhân dân Việt Nam đã có 35 chiếc Su-30MK2V, Phiên Bản Dành Riêng Cho Việt Nam[3]

## Thông số kỹ thuật (Su-30MKK)

### Đặc điểm riêng
- Phi công: 2
- Chiều dài: 21.5 m (71 ft 10 in)
- Sải cánh: 14 m (45 ft 11 in)
- Chiều cao: 6.1 m (21 ft 0 in)
- Diện tích cánh: 60m2
- Trọng lượng tải: 24.900 kg (54.900 lb)
- Trọng lượng cất cánh: 34.500 kg (76.100 lb)
- Trọng lượng cất cánh tối đa:
- Động cơ: 2 Lyulka AL-31F, 123 kN (27.600 lbf)[10] mỗi chiếc

### Hiệu suất bay
- Vận tốc cực đại: 2.120 km/h (1.140 knots, 1.320 mph)
- Tầm bay: 3.000 km (1.600 nm, 1.900 mi)
- Trần bay: 17.300 m (56.800 ft)
- Vận tốc lên cao:
- Lực nâng của cánh:
- Lực đẩy/trọng lượng: 1.00
- Quãng đường cất cánh: 550 m (1.800 ft)

### Vũ khí
Su-30MK có 12 giá treo vũ khí: 2 giá treo ở đầu cánh 3 giá treo dưới mỗi cánh, dưới mỗi động cơ có 1, và 2 giá treo tại điểm tiếp giáp giữa động cơ và cánh. Tải trọng chiến đấu là 8 tấn vũ khí, trong khi tải trọng vũ khí tối đa là 10,4 tấn (tải trọng chiến đấu là lượng vũ khí tối đa mà máy bay có thể mang theo mà vẫn có thể tác chiến hiệu quả, còn tải trọng tối đa là lượng vũ khí lớn nhất mà máy bay có thể mang theo khi cất cánh (nhưng không thể tác chiến hiệu quả do tầm bay bị rút xuống quá ngắn), vì vậy cùng 1 máy bay thì tải trọng tối đa luôn lớn hơn khá nhiều so với tải trọng tác chiến). Phiên bản Su-30MKK được một số nguồn cho rằng có thể mang nhiều vũ khí hơn so với Su-30MKI nhờ sử dụng một số bộ phận làm bằng composite khiến khung thân nhẹ hơn.
- Pháo: 2 khẩu pháo GSh-30-1 cỡ 30mm 150 viên đạn
- Tên lửa:
  - Tên lửa không đối đất:
    - Tên lửa chống hạm/bức xạ Kh-31A/P
    - Tên lửa dẫn đường bằng TV: Kh-29T và Kh-59ME

  - Tên lửa không không:
    - Tên lửa tầm ngắn dẫn đường bằng hồng ngoại R-73
    - Tên lửa tầm trung dẫn đường bằng radar bán chủ động và hồng ngoại R-27
    - Tên lửa dẫn đường bằng radar chủ động R-77E
- Bom:
  - Bom dẫn đường bằng laser KAB-500L và KAB-1500L
  - Các loại bom không dẫn đường khác

### Hệ thống điện tử hàng không
- 1 chiếc radar điều khiển hỏa lực NIIP N001VEP
- Thiết bị ECM Sorbtsiya

### Máy bay có cùng sự phát triển
- Sukhoi Su-27
- Sukhoi Su-30
- Sukhoi Su-30MKI
- Sukhoi Su-30MKM
- Sukhoi Su-33
- Sukhoi Su-34
- Sukhoi Su-35
- Sukhoi Su-37

### Máy bay có tính năng tương đương
- F-22 Raptor
- F-15E Strike Eagle
- Eurofighter Typhoon
- Dassault Rafale

### Danh sách tiếp theo
| - Su-25 - Su-26 - Su-27 - | Su-30    | - Su-32 - Su-33 - Su-34 |
| - Su-25 - Su-26 - Su-27 - | Su-30MKI | - Su-32 - Su-33 - Su-34 |
| - Su-25 - Su-26 - Su-27 - | Su-30MKK | - Su-32 - Su-33 - Su-34 |
| - Su-25 - Su-26 - Su-27 - |          | - Su-32 - Su-33 - Su-34 |